# Wydział Transportu i Elektrotechniki Uniwersytetu Technologiczno-Humanistycznego im. Kazimierza Pułaskiego w Radomiu
Obecnie: Wydział Transportu, Elektrotechniki i Informatyki Uniwersytetu Technologiczno-Humanistycznego im. Kazimierza Pułaskiego w Radomiu (WTEiI) – jeden z 8 wydziałów Uniwersytetu Technologiczno-Humanistycznego im. Kazimierza Pułaskiego w Radomiu.

## Historia
W 1967 dzięki staraniom Ministerstwa Komunikacji oraz Dyrekcji Okręgowej Kolei Państwowych w Lublinie w Kielecko-Radomskiej Wyższej Szkole Inżynierskiej w Kielcach został uruchomiony nowy kierunek studiów – transport. W maju 1969 powstał Wydział Transportu Kielecko-Radomskiej Wyższej Szkoły Inżynierskiej w Kielcach kształcący inżynierów na tym kierunku. Po przekształceniu KR WSI w Politechnikę Świętokrzyską, w lutym 1976 Wydział Transportu został zlikwidowany, a w jego miejsce powołano Instytut Transportu działający na prawach wydziału. Po wyodrębnieniu z Politechniki Świętokrzyskiej samodzielnej Wyższej Szkoły Inżynierskiej w Radomiu w 1978, ponownie powołano do życia Wydział Transportu. Od 1992 Wydział rozpoczął kształcenie na kierunku elektrotechnika, a w 1993 uzyskał od Rady Głównej Szkolnictwa Wyższego akceptację dla kierunku transport, co pozwoliło na utworzenie 3,5-letnich studiów inżynierskich na tym kierunku. Od roku akademickiego 1997/1998 Wydział posiada prawo do prowadzenia studiów magisterskich na kierunku transport. W 1999 Wydział uzyskał prawo nadawania stopnia naukowego doktora nauk technicznych w dyscyplinie transport. W 2008 utworzono trzy zamiejscowe ośrodki dydaktyczne: w Tomaszowie Mazowieckim, Białej Podlaskiej i Nisku, które prowadzą studia na kierunkach transport i elektrotechnika. W tym samym roku nazwa Wydziału została zmieniona na Wydział Transportu i Elektrotechniki. W 2009 został utworzony kolejny kierunek studiów – elektronika i telekomunikacja. W 2010 Wydział uzyskał uprawnienia do nadawania stopnia naukowego doktora nauk technicznych w dyscyplinie elektrotechnika, a już rok później utworzono Centrum Eksploatacji Kolei Dużych Prędkości przekształcone następnie w Centrum Eksploatacji i Bezpieczeństwa Transportu z siedzibą na Wydziale Transportu i Elektrotechniki.  W roku 2011 Wydział uzyskał prawa do nadawania stopnia doktora habilitowanego Nauk Technicznych w dyscyplinie Transport, co umożliwiło utworzenie na Wydziale Studiów Doktoranckich na kierunkach Transport i Elektrotechnika.  
W wyniku połączenia Wydziału Transportu i Elektrotechniki oraz Wydziału Informatyki i Matematyki, od 1 października 2019 Wydział nosi nazwę: Wydział Transportu, Elektrotechniki i Informatyki Uniwersytetu Technologiczno-Humanistycznego im. Kazimierza Pułaskiego w Radomiu

### Kolejne nazwy Wydziału
- Wydział Transportu (1969 – 1979)
- Instytut Transportu (1976 – 1978)
- Wydział Transportu (1978 – 2008)
- Wydział Transportu i Elektrotechniki (2008 – 2019)
- Wydział Transportu, Elektrotechniki i Informatyki (od 2019)

### Poczet Dziekanów
- doc. dr inż. Augustyn Zbigniew Chwaleba (1969 – 1970)
- doc. dr inż. Zygmunt Lech Warsza (1970 – 1976)
- doc. dr hab. inż. Sławomir Apuniewicz (1976 – 1978)
- prof. dr hab. inż. Edmund Lipiński (1978 – 1981)
- doc. dr inż. Leszek Cegłowski (1982 – 1984)
- doc. dr hab. Andrzej Janusz Wąsowski (1984 – 1986)
- dr inż. Zbigniew Stanisław Łukasik (1986 – 1987)
- dr hab. inż. Michał Kelles-Krauz, prof. nadzw. (1987 – 1996)
- dr hab. inż. Mirosław Jan Luft, prof. nadzw. (1996 – 2002)
- prof. dr hab. inż. Zbigniew Stanisław Łukasik (2002 – 2008)
- prof. dr hab. inż. Elżbieta Urszula Szychta (2008 – 2016)
- dr hab. inż. Marcin Chrzan, prof. nadzw. (2016 – 2019)[3]
- dr hab inż. Tomasz Perzyński, prof. UTH Rad. (od 2019)

## Kierunki studiów
- Transport i Logistyka
- Elektrotechnika
- Informatyka Techniczna
- Turystyka i Rekreacja

## Władze Wydziału Transportu, Elektrotechniki i Informatyki (WTEiI)
- Dziekan – dr hab. inż. Tomasz Perzyński, prof. UTH Rad.
- Prodziekan ds. Dydaktycznych – dr inż. Jerzy Wojciechowski,
- Prodziekan ds. Nauki – dr hab. inż. Tomasz Ciszewski, prof. UTH Rad.

## Jednostki Organizacyjne Wydział Transportu, Elektrotechniki i Informatyki
- Katedra Automatyzacji Procesów i Logistyki
- Katedra Automatyki i Inżynierii Pomiarowej
- Katedra Elektroniki i Telematyki
- Katedra Organizacji i Techniki Transportu
- Katedra Systemów Sterowania w Transporcie
- Katedra Eksploatacji Środków Transportu
- Katedra Napędu Elektrycznego i Elektroniki Przemysłowej
- Katedra Elektrotechniki
- Katedra Informatyki
- Katedra Matematyki

## Kadra WTEiI
Na wydziale pracuje obecnie 81 osób, w tym 7 profesorów, 16 profesorów uczelni ze stopniem doktora habilitowanego, 41 adiunktów, 1 asystent, 1 starszy wykładowca, oraz 15 osób z grupy pracowników naukowo-technicznych i administracji.